# Alps Electric Co.
Alps Electric Co. est une société japonaise d'équipements électroniques. C'est une société multinationale dont le siège est situé à Tokyo au Japon, qui été fondée en 1948. Elle produit en particulier des potentiomètres, des capteurs et des pavés tactiles.
Le nombre d'employés est de 5 600 en mars 2011.